# Francisco Azorín
Francisco Azorín Izquierdo (Monforte de Moyuela, 12 settembre 1885 – Città del Messico, 26 dicembre 1975) è stato un architetto e politico spagnolo e importante attivista esperantista.

## Biografia
Studiò architettura a Madrid e nei suoi primi anni svolse diversi lavori. Stabilitosi a Cordova dal 1912, lì avrebbe svolto buona parte della sua carriera professionale come architetto, progettando diversi edifici singolari. In ambito politico, fu membro del Partito Socialista e svolse un ruolo di rilievo all'interno del Gruppo Socialista di Cordova. Fu eletto consigliere comunale dal Consiglio comunale di Cordova, nonché deputato nelle Cortes repubblicane durante il biennio 1931-1933.
Durante la guerra civile rimase nell'area repubblicana, ricoprendo vari incarichi politici e amministrativi. La sconfitta dei repubblicani nel conflitto costrinse lui e la sua famiglia all'esilio, partendo per l'America Latina. Si stabilì in Messico, il paese in cui avrebbe vissuto per il resto della sua vita. Lì continuò a sviluppare la sua professione di architetto, mantenendo al contempo il suo attivismo politico e i rapporti con la comunità repubblicana spagnola in esilio. Rimase attivo anche nel movimento esperantista.

## Attività esperantista
Azorín fu un attivo promotore dell'esperanto, sia in Spagna che, più tardi, in Messico, sempre legato al movimento operaio. Scrisse l'Universala Terminologia de la Arkitekturo (1932), un dizionario di termini architettonici, con l'esperanto come lingua base e con traduzioni dei termini in numerose lingue. Sulla scena internazionale partecipò in rappresentanza della Spagna ai congressi dell'associazione esperantista Sennacieca Asocio Tutmonda a Göteborg nel 1928, a Stoccarda nel 1931 e a Valencia nel 1933.